# Code de procédure civile et commerciale (Tunisie)
Pour les autres articles nationaux ou selon les autres juridictions, voir Code de procédure civile.
Lire en ligne

Jurisite Tunisie

Le code de procédure civile et commerciale est le code qui régit la procédure civile et commerciale en droit tunisien.

## Histoire
Le code tunisien de procédure civile voit le jour pendant le protectorat français, sous le règne de Naceur Bey. Il est promulgué par le décret beylical du 24 décembre 1910.
Le code actuel lui succède avec la loi no 59-130 du 5 octobre 1959 portant promulgation du code de procédure civile et commerciale, publiée dans le Journal officiel de la République tunisienne no 56 des 3-6-10-13 novembre de la même année, avant d'entrer en vigueur le 1er janvier 1960.

## Présentation
Le code de procédure civile et commerciale se présente comme suit :